# علي دوبا
علي عيسى إبراهيم دوبا هو الرئيس السابق للاستخبارات العسكرية السورية، وكان مستشارًا مقربًا للرئيس السوري حافظ الأسد. أصبح جهاز الاستخبارات العسكرية تحت رئاسة دوبا أحد أهم أجهزة الأمن في سورية، يتعامل مع مسائل الأمن داخل الجيش، وأيضا يهتم بمسألة الحفاظ على أمن النظام.

## البداية
ولد دوبا في قرية قرفيص منطقة جبلة جنوب اللاذقية لعائلة علوية صغيرة من ملاك الأراضي. انضم إلى حزب البعث في 1950 في وقت مبكر عندما كان يدرس في مدرسة الأرض المقدسة الثانوية في اللاذقية.

## الحياة المهنية
انضم دوبا إلى الجيش السوري في عام 1955، وأصبح نائب رئيس جهاز الأمن الداخلي في دمشق. شغل منصب الملحق العسكري في السفارة السورية في بريطانيا بين عامي 1964 و 1966، وفي بلغاريا بين عامي 1967 و 1968. عاد إلى سورية وأصبح رئيس الاستخبارات العسكرية في اللاذقية. في تشرين الثاني عام 1970، عُيِّن رئيسا لجهاز الاستخبارات العسكرية لمدينة دمشق، حيث قام بدعم انقلاب حافظ الأسد. في عام 1971، عين نائبا لحكمت الشهابي رئيس شعبة المخابرات العسكرية. بعد ثلاث سنوات أصبح رئيس هذه الشعبة. انتخب عضوا في اللجنة المركزية لحزب البعث العربي الاشتراكي في عام 1978، ورقي إلى رتبة لواء في عام 1981.
كان لدوبا جزء في قمع الإخوان المسلمين في مجزرة حماة خلال شهر شباط عام 1982. في أيلول عام 1983، عندما كان الرئيس حافظ الأسد مريضا، كان دوبا عضوا في اللجنة المسؤولة عن تسيير الدولة في هذه الأثناء. في عام 1985، عينه الرئيس السوري مسؤولا عن ملف لبنان، جنبا إلى جنب مع الشهابي وغازي كنعان. رُقِّي دوبا إلى رتبة عماد وعيّن نائبا لرئيس هيئة الأركان العامة في كانون الثاني عام 1993، بالإضافة إلى دوره كرئيس للاستخبارات العسكرية.
في عام 1999 نُحِّي من قبل بشار الأسد بسبب مخاوف من أنه يمكن أن يكون منافسا على الرئاسة، وأجبر على التقاعد في شهر شباط 2000، فعاش في سورية ما تبقى من حياته. وضعه الاتحاد الأوروبي على قائمة الأشخاص الذين جُمِّدت أموالهم سنة 2012.

## وفاته
توفي يوم 21 يونيو 2023.